# The Weeknd
Abel Makkonen Tesfaye, conegut en la indústria musical com The Weeknd (Toronto, Canadà, 16 de febrer de 1990), és un cantant, compositor i productor canadenc d'origen etíop. Ha guanyat tres Grammys, ha estat nominat a un Oscar i a nou premis June. Va començar col·laborant amb Drake i va aparèixer en temes de grans cantants com Wiz Khalifa, Future, Beyoncé i Lana Del Rey.

## Biografia

### Infantesa i joventut
Abel Tesfaye, nascut el 16 de febrer de 1990 a Toronto, Ontario, Canadà, es va criar a Scarabough, un barri multicultural. El seu pare Makkonen els va abandonar a ell i a la seva mare Samra quan ell era molt petit. Els pares eren d'origen etíop i van arribar al Canadà als vuitanta. La mare havia d'estar treballant constantment per poder mantenir la família, i per això l'Abel es va criar amb l'àvia materna qui li va ensenyar amhàric, la llengua del seu país d'origen. Es va criar escoltant gèneres musicals com soul, quiet storm, hip-hop, funk, indie-rock i post-funk.
Va assistir al West Hill Collegiate i al Birchmount Park Collegiate, però no va aconseguir graduar-se. Ell i un amic un cap de setmana van decidir abandonar l'escola per a no tornar mai més i d'aquí s'atribueix el nom de The Weeknd, que vol dir cap de setmana en anglès. Va canviar l'ortografia de la paraula anglesa “weekend”, va suprimir la e perquè no el confonguessin amb un grup de música canadenc. A onze anys va començar a fumar marihuana i a prendre altres drogues més fortes com MDMA, xanax…que més endavant el van inspirar en les seves cançons. Durant la seva infància va tenir diversos problemes amb les autoritats, principalment per robar a un supermercat junt a un amic seu de l'Institut. A disset anys es va independitzar.

### Inicis de la seva carrera musical
Va publicar les primeres cançons a YouTube el 2010 amb el nom de “The Weeknd” i mantenint la identitat en secret. Afirma que les seves inspiracions van ser principalment Michael Jackson, Prince i R.Kelly. Jeremy Rose va ser el primer a produir cançons per Tesfaye. Els dos junts van gravar “What you need”, “Loft Music” i “The morning”. Aquestes 3 cançons van començar a donar fama a The Weeknd a llocs com The New York Times i Pitchfork. A més a més, aquests singles van sorprendre el famós cantant canadenc Drake que va publicar al seu blog les cançons permetent així que fossin escoltades per molta gent.
El 2011 ja havia tret tres mixtapes: “House of Balloons”, llençat al maig i produït per McKinney i Illangelo i amb el que va guanyar el premi de música Polaris; “Thursday”, llençat al desembre; i “Echoes of silence” a l'agost. Tots tres van ser molt aclamats per la crítica. Al juny del mateix any “Crew Love” una cançó de Tesfaye amb Drake va ocupar un lloc entre els deu millors de la llista Hot R&B / Hip - Hop de Billboard. Mesos després Abel apareixia a un single “Remember You” del cantant Wiz Khalifa.
El 2012 va participar a Coachella interpretant cançons de les seves mixtapes i va ser juntament amb Lady Gaga el que més va destacar al festival. Va continuar de gira per altres festivals com el Primavera Sound Festival de Barcelona, Espanya, el Lollapalooza de Chicago i d'altres destins.
Després d'això va firmar amb la companyia “Republic Records” i va treballar simultàniament amb la seva pròpia companyia “XO”. Les inicials del nom de la seva companyia fan referència a dues drogues: èxtasi i oxicodona. Un cop a les discogràfiques va remodelar les anteriors mixtapes i va afegir tres cançons inèdites per crear l'àlbum recopilatori Trilogy. Aquest va sortir el 13 de novembre de 2012 i va debutar a la posició número 4 dels billboard 200. Al maig del 2019, Trilogy va ser certificat com a platí per la RIAA.

### Kiss Land
Kiss Land fou el primer àlbum d'estudi realitzat per The Weeknd i va ser llençat el 10 de setembre de 2013. Abans que fos publicat, el 13 de maig del mateix any, va publicar el senzill “Kiss Land” que més endavant va servir per donar nom a l'àlbum. Incloia 10 cançons: “Professional”, “The Town”, “Adaptation”, “Love In the Sky”, “Belong To The World”, “Live for ft.Drake”, “Wanderlust”, “Kiss Land”, “Pretty” i “Tears In The Rain”. Va arribar fins al número 2 de la llista Billboard 200.
Abans de treure el nou àlbum Beauty Behind The Madness Abel va participar en la banda sonora original de Game of Thrones i en la de Fifty Shades of Grey amb la cançó “Earned It” (23 de desembre de 2014) que va arribar al lloc número 3 dels Billboard 100 i va rebre 3 nominacions als Grammy i un Oscar a la millor cançó original. També va participar en el single “Love Me Harder” de l'Ariana Grande que es va tornar un gran èxit comercial.

### Beauty Behind The Madness
Beauty Behind The Madness és el segon àlbum d'estudi del cantant i va ser llençat el 28 d'agost del 2015 de forma digital. Conté 14 cançons entre elles grans èxits com “Often”, “Acquainted”, “The Hills”, “Earned It” i “Can't feel my face”. Aquests 3 últims singles van arribar en el mateix ordre als 3 llocs més alts de la llista Hot R&B. Va ser l'únic cantant el 2015 a aconseguir els tres primers llocs seguits a la llista Hot R&B. Aquest àlbum va ser número 1 en diferents països, entre ells els Estats Units, i l'1 de desembre es va convertir en el més escoltat en Streaming, amb més de seixanta mil seguidors.
El 2015 va aparèixer en diferents col·laboracions. Algunes de les més famoses van ser “Pray 4 Love” amb Travis Scott.
Aquest mateix any el cantant va penjar un Tweet on diu que vol fer una cançó amb Eminem, un dels seus referents com a músic.

### Starboy
Starboy és un altre disc d'estudi de the Weeknd. Dos dies abans de publicar l'àlbum Abel va penjar un curtmetratge de 12 minuts anomenat M A N I A on es mostrava l'avanç de diverses cançons que sortirien a l'àlbum junt amb col·laboracions amb altres artistes. Starboy va ser llençat el 25 de novembre de 2016. Inclou 14 cançons i entre elles trobem “I Feel it Coming” amb col·laboració de Daft Punk o “Stargirl Interlude” amb Lana Del Rey.
Aquest àlbum va guanyar el triple platí de la RIAA i a la 60a entrega de Grammys el premi a millor àlbum urbà contemporani.

### My Dear Melancholy
My dear melancholy és el primer extended play de l'artista publicat el 30 de març de 2018. Aquesta EP està formada per 6 cançons, “Call out my name”, “Try Me”, “Wasted Times”, I was never There”, “Hurt you” i “Privilege”. Són cançons tristes que recorden l'antic estil de l'artista, quan encara utilitzava les drogues per inspirar-se a l'hora de fer música.
My dear melancholy està dedicat a les que eren les seves ex: la Selena Gómez que el va deixar per tornar amb el Justin Bieber, i la Bella Hadid. El disc mostra com se sent el cantant després d'una ruptura. El single més aclamat per la crítica de l'EP va ser “Call out my name” (número 1 a la llista Billboard 200).

### After Hours
El 20 de març del 2020, The Weeknd va llançar el seu tercer àlbum d'estudi After Hours. Els primers dos senzills del disc van sortir a finals de novembre del 2019: primer Heartless, i dos dies després Blinding Lights. Totes dues cançons van arribar al número 1 dels Estats Units.

## Vida personal
La seva parella actual (2019) és la model Bella Hadid, després de reprendre la relació per tercer cop. Van començar a sortir el 2015, però el 2016 van tallar argumentant que la feina no els deixava temps. Després d'aquesta primera ruptura The Weeknd va mantenir una relació de set mesos amb la cantant Selena Gómez, que el va deixar per estar amb Justin Bieber. El 2018 van tornar a sortir, però usant el mateix argument que la primera vegada ho van tornar a deixar. Finalment, el 2019 tornen a estar junts.

## Discografia

### Àlbums d'estudi
- Kiss Land (2013)
- Beauty Behind the Madness (2015)
- Starboy (2016)
- After Hours (2020)
- Dawn FM (2022)
- Hurry Up Tomorrow (2025)

## Premis i nominacions
The Weeknd ha rebut 72 premis, entre ells 3 premis Grammy i nou premis June. Ha rebut 189 nominacions entre elles un Oscar a la millor cançó original per la cançó “Earned It” de la banda sonora de Fifty Shades of Grey. Va perdre contra Sam Smith, qui va guanyar el premi amb la cançó Writing’s on The Wall de la película Spectre. Ha estat nominat a 9 categories diferents dels grammys amb 3 de les seves cançons i 2 àlbums: “Remember You amb Wiz Khalifa”, “Can't feel my face” i “Earned It”. I els àlbums “Beauty Behind Madness” i “Starboy”.